# Krzysztof Radosław Mazurski
Krzysztof Radosław Mazurski (ur. 13 sierpnia 1946 w Warszawie, zm. 30 marca 2016 we Wrocławiu) – profesor nauk ekonomicznych, geograf, krajoznawca, podróżnik, działacz PTTK i autor przewodników turystycznych.

## Życiorys
Od 1947 mieszkał we Wrocławiu. W 1964 ukończył I Liceum Ogólnokształcące, a następnie w 1969 geografię na Uniwersytecie Wrocławskim. Pracował w Zarządzie Okręgu PTTK we Wrocławiu (1969–1970) i w Wojewódzkim Biurze Geodezji i Terenów Rolnych (1970–1982), skąd został zwolniony podczas stanu wojennego i internowany, aresztowany i skazany za działalność w NSZZ Solidarność.
W 1980 obronił doktorat na Akademii Ekonomicznej we Wrocławiu. W latach 1982–1983 był zatrudniony w Bibliotece Uniwersyteckiej we Wrocławiu. W latach 1983–1999 pracował na Akademii Ekonomicznej we Wrocławiu jako pracownik naukowy. W 1987 habilitował się, a w 1998 otrzymał tytuł profesora nauk ekonomicznych, od września 2009 był profesorem zwyczajnym. Od września 1991 pracował jako profesor Katedry Gospodarki Przestrzennej Wydziału Gospodarki Regionalnej i Turystyki Akademii Ekonomicznej w Jeleniej Górze. Od 1999 pracował na Politechnice Wrocławskiej. Wykładał także na uczelni w Kłodzku. Od września 2008 wiceprezes Naturefriends International. Wieloletni członek Rady Naukowej Karkonoskiego Parku Narodowego, w tym jako jej przewodniczący.
Jest autorem kilkudziesięciu naukowych publikacji w kraju i za granicą. Był uznanym regionalistą i krajoznawcą Dolnego Śląska, ziemi kłodzkiej i Łużyc. Pracował jako członek zespołu redakcyjnego miesięcznika „Słowo i Myśl”, redaktor naczelny magazynu PTTK „Na Szlaku”. Działacz społeczny w Dolnośląskim Towarzystwie Społeczno-Kulturalnym i Polskim Towarzystwie Turystyczno-Krajoznawczym. W PTTK był w latach 1989-2005 członkiem Zarządu Głównego, a w latach 1989-1991 pełnił funkcję wiceprezesa ZG. Od 1977 r. działał w Komisji Krajoznawczej ZG PTTK, w latach 2001-2010 jako jej przewodniczący.
Uzyskał uprawnienia przodownika turystyki górskiej, Instruktora Krajoznawstwa PTTK,  instruktora fotografii krajoznawczej oraz przewodnika sudeckiego i dolnośląskiego. W 2001 został odznaczony Krzyżem Kawalerskim Orderu Odrodzenia Polski. Otrzymał odznakę Zasłużonego Instruktora Krajoznawstwa PTTK.
W 2010 partia Związek Słowiański zgłosiła jego kandydaturę w przedterminowych wyborach prezydenckich. Kandydat nie zebrał 100 000 podpisów i nie został zarejestrowany.
W 2013 podczas Walnego Zjazdu PTTK została mu nadana godność członka honorowego PTTK.

## Publikacje
- Gospodarowanie rolniczą przestrzenią produkcyjną w Polsce, Wrocław 1986
- Antropogeniczna destrukcja środowiska rolniczego Dolnego Śląska, Wrocław 1988
- Zagrożenia środowiska Dolnego Śląska, Wrocław 1994
- Podstawy sozologii, Wrocław 1998
- Miłość i dramaty królewny Marianny, „Sudety” Oficyna Wydawnicza Oddziału Wrocławskiego PTTK, Wrocław 2000, ISBN 83-87320-66-8 (wznowienie 2005)
- Geografia turystyczna Sudetów, Wrocław 2003
- Tereny zielone uzdrowisk sudeckich, Wrocław 2003
- Słownik geografii turystycznej Sudetów, t. 1–21, współautor 1989–2008
- Sudety. Ziemia Kłodzka i Góry Opawskie, Warszawa 1978, 1988, współautor
- Geneza i przemiany turystyki, Wrocław 2006 (wznowienie 2008),
- Origins and evolution of tourism, Wrocław 2007
- Historia turystyki sudeckiej, Kraków 2012.

## Odznaczenia i Nagrody
- Krzyż Kawalerski Orderu Odrodzenia Polski (2001)[3]
- Złoty Medal za Długoletnią Służbę (2011)[3]
- Nagroda Literacka im. Władysława Krygowskiego (2012)[3]